# Medal Australijski Służby 1939–1945
Medal Australijski Służby 1939–1945 (ang. Australia Service Medal 1939–1945) – pierwszy australijski medal wśród medali Wspólnoty Narodów; ustanowiony przez króla Jerzego VI w roku 1949.

## Zasady nadawania
Medal nadawany jako dodatkowy do medali i gwiazd kampanii brytyjskich, w dowód uznania dla australijskich żołnierzy i członków ochotniczych korpusów obrony biorących udział w II wojnie światowej.
Kryterium do otrzymania medalu była 18-miesięczna służba w pełnym lub 3-letnia służba w niepełnym wymiarze godzin.
W roku 1996 zasady nadawania medalu zostały zmienione odpowiednio 30 i 90 dni służby.

## Opis medalu
Okrągły niklowo–srebrny medal.
Awers: lewy profil Króla Jerzego VI w koronie, na obwodzie napis: GEORGIUS VI:G:BR:OMN:REX ET INDIAE IMP:
Rewers: herb Australii otoczony słowami The Australia Service Medal 1939–1945.

## Odznaczeni
Łącznie odznaczono ponad 43 723 osob.